# 奧斯塔格拉姆烏帕齊拉
奧斯塔格拉姆乌帕齐拉是孟加拉国吉紹爾甘傑縣的一个乌帕齐拉，位於達卡专区的吉紹爾甘傑縣。。

## 人口
據1991年孟加拉國人口普查，奧斯塔格拉姆共有戶數21,077戶，人口132303人。其中男性佔比51.41%，女性佔比48.59%；成年人口59,377人。該地7歲以上人口之平均識字率為38.2%，高於全國平均值（32.4%）。